# Trevor Anderson
Pour les articles homonymes, voir Anderson.
Trevor Anderson, né le 3 mars 1951 à Belfast, est un footballeur international nord-irlandais. Attaquant il joue dans le championnat nord-irlandais et dans le championnat anglais avant de devenir entraîneur.

## Carrière
Né à Belfast, Trevor Anderson commence sa carrière de footballeur au Portadown Football Club. En octobre 1972, il signe au Manchester United Football Club où il reste deux saisons et dispute dix-neuf matchs sous le maillot rouge. 
En 1974, il est recruté par Swindon Town. En trois saison il joue 131 matchs et marque 35 but. Il est le meilleur marqueur du club lors de la saison 1975-1976 avec 15 buts.
Après deux saisons à Peterborough United il rentre en Irlande du Nord et signe au Linfield Football Club où il reste jusqu'en 1987. Il est à deux reprises le meilleur buteur du championnat nord irlandais en 1984 et 1986. Il est six fois champion d'Irlande du Nord avec Linfield.
En 1973 il est sélectionné pour la toute première fois en équipe nationale. Il débute par un match contre Chypre. Il compte au total 22 sélection internationales, douze d'entre elles sont acquises alors qu'il porte les couleurs de Swindon Town.

## Palmarès
Avec Linfield
- Champion d'Irlande du Nord en 1979-1980, 1981-1982, 1982-1983, 1983-1984, 1984-1985 et 1985-1986
- Vainqueur de la Coupe d'Irlande du Nord en 1980-1981 et 1981-1982